# Der Dressierte Mann
Der Dressierte Mann ("L'uomo manipolato") è un libro scritto nel 1971 da Esther Vilar. L'idea principale espressa nel libro è che le donne non sono oppresse dagli uomini, al contrario: sono le donne a manipolarli. L'unica edizione italiana è quella di Bompiani del 1971, dal nome L'uomo ammaestrato, tradotto da Clara Lurig.

## Sinossi
Il libro sostiene che, contrariamente a quanto comunemente affermato dalla retorica femminista, le donne nelle culture industrializzate non sono oppresse, ma sfruttano gli uomini tramite sofisticati sistemi di manipolazione.
Vilar scrive, "gli uomini sono stati addestrati e condizionati dalle donne, così come Pavlov condizionò i suoi cani, e ridotti in uno stato di schiavitù. Come ricompensa per il loro lavoro agli uomini viene concesso l'uso periodico della loro vagina". Il libro sostiene la tesi che i giovani vengono incoraggiati ad associare la loro mascolinità alla potenza sessuale, e che questo viene sfruttato dalle donne per ottenere maggiore potere sociale.
Vilar sostiene che le donne usano diversi metodi di controllo: il sesso, l'eccessiva emozionalità, usata per "ricattare" il maschio, e tradizioni e concetti come l'amore per controllarne la vita sessuale, e quindi la mascolinità ad essa associata. Vilar scrive che il matrimonio è sconveniente per gli uomini, e che le donne, alle quali interessa principalmente la stabilità economica che l'uomo può offrire, usano la scusa dell'amore per "incastrarli" in un'istituzione che offre loro più svantaggi che vantaggi.

## Reazione della critica
Der Dressierte Mann divenne alquanto popolare, grazie anche ad una certa copertura mediatica sia in America che in altri paesi.
Nel 1975 fu invitata ad un dibattito televisivo dalla WDR con Alice Schwarzer, considerata tra le maggiori rappresentanti del movimento femminista Tedesco. Il dibattito fu molto controverso, in particolare per l'aggressività della Schwarzer, che arrivò ad accusare la Villar di essere "non solo sessista, ma fascista", paragonando il suo libro al periodico nazista Der Stürmer.
L'autrice ha dichiarato di avere ricevuto minacce di morte a causa del libro:

## Edizioni
- (DE)  Der Dressierte Mann, Berstelsmann Verlag, 1971